# Беатриса Кастильская (жена Афонсу III)
Беатрис Альфонсо Кастильская (Беатрис Альфонсо Кастилья-и-Гусман, исп. Beatriz Alfonso de Castilla y Guzmán, порт. Beatriz de Gusmão e Castela; 1242, Сарагоса, Арагон — 27 октября 1303) — королева Португалии.

## Биография
Беатрис была побочной дочерью короля Кастилии Альфонсо X от его любовницы Майор Хильен де Гусман, сеньоры де Алькосер. Когда она была ещё маленькой девочкой, её троюродный дед Афонсу III согласился жениться на незаконнорождённой, если по достижении их первым ребёнком семилетнего возраста Кастилия передаст Португалии Алгарве. Вскоре Афонсу развёлся с Матильдой де Даммартен, и в 1253 году свадьба была сыграна. В Португалии юная королева пользовалась доходами от городов Торреш-Новаш и Аленкер.
Когда старший ребёнок Беатрис достиг условленного возраста, Альфонсо заупрямился, так как это была девочка, но в итоге назначил наследником Алгарве внука Диниша с очередным условием — Афонсу должен был поддержать кастильского короля в войне и привести пятьдесят рыцарей.
В 1263 году, уже после смерти Матильды, брак Афонсу и Беатрис был признан папой Урбаном IV.
В 1267 году был заключён договор в Бадахосе, по которому граница Португалии и Кастилии устанавливалась по реке Гвадиана, так что цель брака была достигнута.
Овдовев, Беатрис осталась при португальском дворе на правах королевы-матери. Похоронена в монастыре Алкобаса.

## Дети
- Бранка[порт.] (1259—1321) — аббатиса
- Фернандо (1260—1262) — умер в младенчестве
- Диниш I (1261—1325) — король Португалии
- Афонсу[порт.] (1263—1312) — сеньор Порталегре
- Санча (1264—1279)
- Мария (1264—1284)
- Констанса (1266—1271) — умерла в младенчестве
- Висенте (1268—1271) — умер в младенчестве